# Tellervo medusia
Tellervo medusia is een vlinder uit de familie Nymphalidae. De wetenschappelijke naam van de soort is voor het eerst geldig gepubliceerd door Jacob Hübner.